# Erwin Jungnickel
Erwin Jungnickel (ur. 3 grudnia 1890 w Łodzi) – niemiecki przedsiębiorca związany z Łodzią, radny Rady Mejskiej Litzmannstädt.

## Życiorys
Jungnickel urodził się w Łodzi i w niej uczęszczał do szkoły handlowej. Od 1909 roku odbywał obowiązkową służbę wojskową w Dreźnie. Następnie studiował w szkołach wyższych w Hamburgu i Paryżu oraz pracował zawodowo w Paryżu, Bremie i Berlinie. Pod koniec I wojny światowej powrócił do Łodzi, gdzie został aresztowany i internowany do północnej Rosji. Ze zsyłki powrócił w 1918 roku, ponownie został powołany do służby wojskowej. Następnie pracował w Berlinie i Dreźnie. Po powrocie do Łodzi w 1921 roku pracował w Fabryce Maszyn i Odlewni Żelaza „Müller & Seidel AG” (przy ul. Wólczańskiej 125 w Łodzi) prowadzonej przez Hermana Mulera i Augusta Seidla, zostając w roku 1923 ich wspólnikiem, członkiem zarządu i dyrektorem handlowym.
Przed II wojną światową był członkiem i wiceprezesem Oddziału Łódzko-Kaliskiego Polskiego Związku Przemysłowców Metalowych i członkiem Łódzkiego Towarzystwa Zwalczania Raka.
Po zajęciu Łodzi przez wojska niemieckie pełnił funkcję wiceprezesa Izby Handlowej Litzmannstädt, był dyrektorem Stowarzyszenia Żelaza i Metalu (niem. Fachgemeinschaft Eisen und Metall), przewodniczącym Grupy Gospodarczej Przemysłu Budowy Maszyn i Odlewnictwa (niem. Wirtschaftsgruppe Maschinenbau und Gießereiindustrie) oraz Radnym Rady Miejskiej Litzmannstädt.
W latach 30. XX w. mieszkał przy ul. Piotrkowskiej 272.

## Odznaczenia
- Złoty Krzyż Zasługi (1938)[8]